# Tapes (ort)
Tapes är en ort i Brasilien.   Den ligger i kommunen Tapes och delstaten Rio Grande do Sul, i den södra delen av landet, 1 700 km söder om huvudstaden Brasília. Tapes ligger 9 meter över havet och antalet invånare är 18 570.
Terrängen runt Tapes är platt. Havet är nära Tapes åt sydost. Det finns inga andra samhällen i närheten.